# Leslie Street Spit
A Leslie Street Spit (nome oficial: Outer Harbour East Headland) é uma península artificial, de cinco quilômetros de comprimento, localizada no litoral de Toronto com o Lago Ontário. A Leslie Street Spit foi criado com o intuito de fornecer um quebrar-ondas para a baía do porto da cidade, onde se esperava uma grande expansão, por causa do possível aumento do tráfego de navios após a abertura do Canal Marítimo de São Lourenço, durante o final da década de 1950. A necessidade de expansão do porto de Toronto nunca materializou-se, e Leslie Street Spit passou a servir desde então como uma área verde de Toronto. O trânsito de veículos de combusão não é permitido na península.
Embora o nome oficial da Leslie Street Spit seja Outer Harbour East Headland, a grande maioria da população de Toronto utiliza o primeiro termo. East Headland recebeu o seu famoso nome por causa do fato que a principal via de transporte que corre ao longo da península é uma extensão da Leslie Street. A Leslie Street Spit passou a servir como o principal local de dejetos de prédios sendo construídos na cidade, o que acarretou sua expansão. Projetos que fariam da Leslie Street Spit uma área residencial e comercial receberam grande oposição durante as décadas de 1960 e 1970, e organizações ambientais conseguiram com sucesso fazer com que a Leslie Street Spit, onde um pequeno, mas diverso, ecossistema floresceu, continuasse uma área verde próxima ao centro financeiro da cidade.

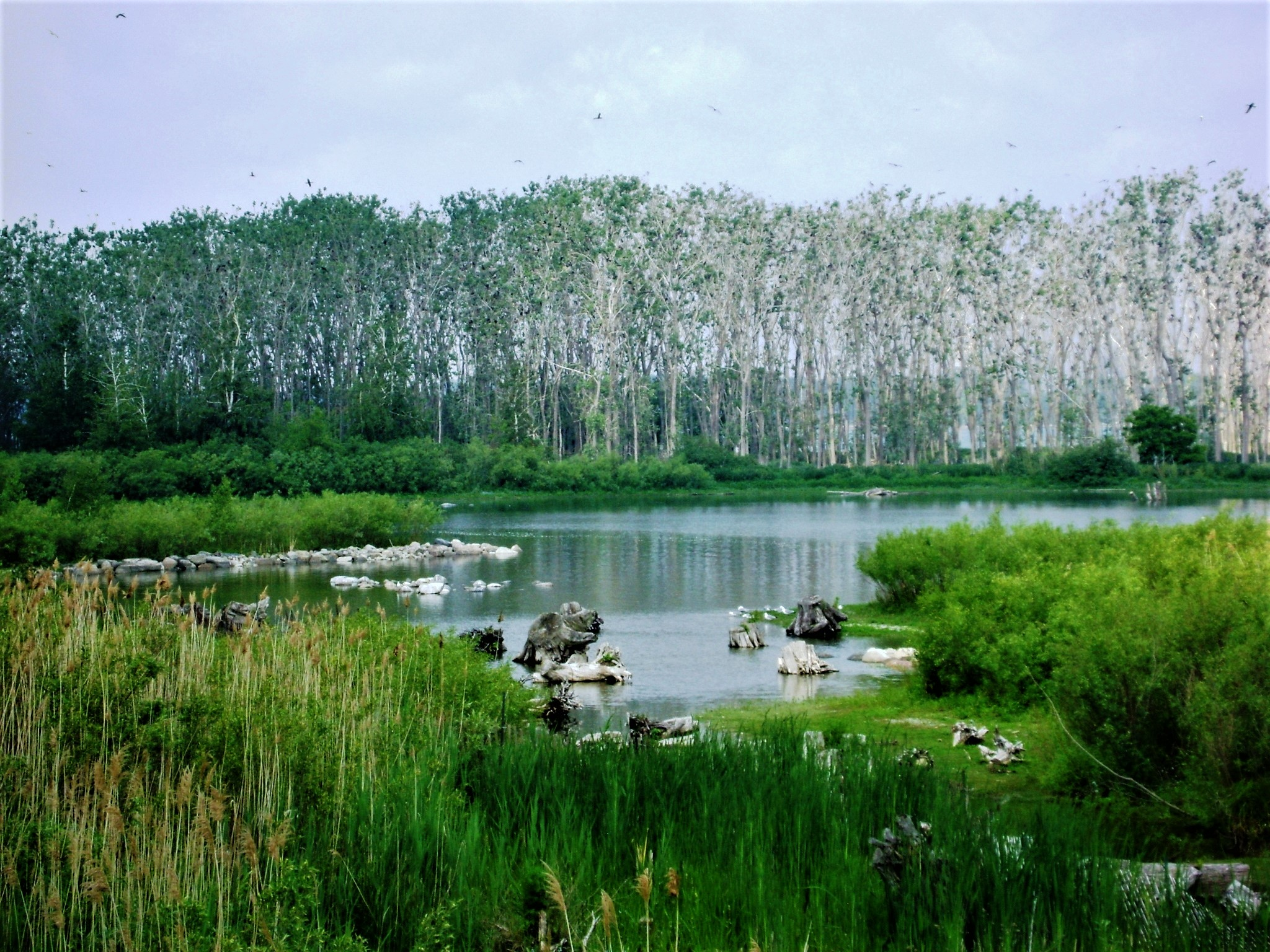
Tommy Thompson Park

Durante a década de 1980, a cidade decidiu fazer da Leslie Street Spit uma área turística. Atualmente, o norte da Leslie Street Spit é um imenso parque (o segundo maior da cidade em área, atrás apenas do Rouge Park), o Tommy Thompson Park. A cidade planeja integrar o restante da península ao parque. Atualmente, podem ser encontrados na Leslie Street Spit mais de 290 espécies de aves migratórias, fazendo com que a península fosse considerada uma área de importância global por associações aviárias canadenses, que é atualmente um dos ponto turístico de Toronto, e um famoso ponto de recreação na cidade, mesmo estando aberta ao público apenas nos finais de semana, uma vez que a península ainda está em construção.